# Batalla de Shiting
La batalla of Shiting (石亭之戰) fou una batalla entre els regnes de Cao Wei i Wu Oriental en el 228 durant el període dels Tres Regnes de la Xina. Wu va eixir victoriosa front les forces de Wei. El comandant per Wu fou Lu Xun, i per Wei Cao Xiu. Hi va haver un ministre de Wu, dit Zhou Fang, que volia desertar a Wei. Zhou Fang fon la clau del pla d'emboscada de Wu.

## Batalla
Sun Quan va ordenar a Zhou Fang d'establir una trampa per a Cao Xiu, el comandant en cap de Wei, fent veure que pretenia desertar. Cao Xiu fou enganyat de portar les seues principals tropes directament a Wan. Llavors, el Sun Quan fa nomenar Lu Xun com Gran Comandant en Cap, ordenant-li que dirigira un atac contra Cao Xiu. De camí a la zona d'acampada, Cao Xiu fou emboscat com estava previst. Cao Xiu no va poder guanyar avantatge en la batalla, i es va retirar al campament de Shiting. Tanmateix, el campament va ser pertorbat enmig de la nit, i els soldats fugiren en desordre. Molts conjunts d'armadures, carros i subministraments foren abandonats. Cao Xiu envià un memorial en el qual reconeix la seua culpa. Molts dels seus homes van resultar morts. Quan va buscar pel seu voltant a Zhou Fang, no ho trobà enlloc i llavors s'adona que l'havien enganyat. Cao Xiu quan s'adonà que havia estat enganyat, es va sentir massa avergonyit per tornar enrere, per tant, veient que hi havia més tropes i subministraments, escollí d'enfrontar-se a l'exèrcit de Lu Xun. Lu Xun personalment va portar a la força central i va ordenar a Zhu Huan i Quan Cong d'anar pels flancs de l'esquerra i la dreta. Els tres exèrcits avançaren alhora, amb decisió per arribar a les tropes d'emboscada de Cao Xiu. A continuació, les tropes de Wu perseguixen amb afany les tropes que fugiren fins a arribar a Jiashi, on són aniquilats uns deu mil homes i es guanyen més de deu mil botins de guerra i, a més, totes les armes i equips de l'exèrcit de Cao Xiu foren saquejats. Lu Xun reagrupant als seus homes, i al passar per Wuchang, Sun Quan, instruïx als seus assistents per protegir Lu Xun amb el seu propi dosser quan entren i isquen de les portes del palau.
Sun Quan atorga a Lu Xun objectes imperials com a recompensa, elements preciosos del millor nivel. L'honor rebut per Lu Xun no s'equipara amb el de ningú en aquella època.
Cao Xiu escapa amb penes i treballs del camp de batalla salvant la seua vida. Però de fet, mor pocs mesos després d'una úlcera a l'esquena, fins i tot després d'haver estat indultat per l'emperador de Wei, Cao Rui.